# Bősze Ádám
Bősze Ádám (Budapest, 1968. május 20.–) magyar zenetörténész, zenei antikvárius, rádiós műsorvezető, a Magyar Antikváriusok Egyesületének elnöke, több kulturális rendezvény és zenei közvetítés moderátora.

## Élete
Gyermekként szüleivel Balatonaligán lakott, mert édesapja a Badacsonyi Állami Gazdaság főmérnöke volt, ő „hozta be” Magyarországra a Traubisoda márkát, amelyet a Gazdaság balatonvilágosi üzemében gyártottak. 10 éves volt, amikor édesapja meghalt (1978), a család visszaköltözött Budapestre, ahol a Váci utcai általános iskolába járt. 1982-ben felvételt nyert az Eötvös József Gimnáziumba, családja azonban az esztergomi Ferences Gimnáziumba íratta be. A gimnáziumban szerette meg a zenét, tanult meg gitározni.
Érettségi után sikertelenül felvételizett a Színművészeti Főiskolára, saját visszaemlékezése szerint Esztergályos Károly „rúgta ki”. Ezután belépett a ferences rendbe, szerzetesként a Ferences Hittudományi Főiskolán, majd ezzel párhuzamosan – a rend beleegyezésével – a Zeneakadémia zenetudományi szakán tanult. Tanárai között találjuk Kroó Györgyöt és Komlós Katalint. Budapesten és Esztergomban templomokban orgonált, iskolában ének-zenét tanított. Nyolc év után kilépett a rendből, világi pályára lépett, diplomát szerzett a Zeneakadémián.
Pályáját zenekritikusként kezdte a Magyar Nemzet kulturális rovatánál, Lőcsei Gabriella rovatvezető keze alatt. Rövid ideig az akkor induló Budapest Rádió szerkesztőségvezetője volt. Ezzel párhuzamosan riporterként és zenei műsorok műsorvezetőjeként dolgozott a Magyar Televízióban, a TV2-nél és a Duna Televízióban. Volt évfolyamtársaival megalapította a Gramofon című zenei szakfolyóiratot. 2004-ben megalapította saját zenei antikváriumát, később a Magyar Antikváriusok Egyesületének aktív tagjává vált.
2008 és 2023 között a Bartók Rádió munkatársa, a Muzsikáló reggel és Muzsikáló délelőtt adásainak műsorvezetője volt. Moderálta az MTV Hogy volt! műsorát. Rendszeres házigazdája és szakkommentátora volt a New York-i Metropolitan Operaházból és a Bayreuthi Ünnepi Játékok előadásairól élőben adott operaprodukcióknak. Rendszeres házigazdája a Kaposfest-nek, a Cziffra György Fesztiválnak és a Bartók Plusz Operafesztiválnak is.
2010-től kezdve a Magyar Antikváriusok Egyesületének elnöke. 2017 nyarán mutatta be az első magyar zenei standupot #Szeretnekahallgatók címmel, amelyet a Bőszekund című második sorozat követett.
2018-ban megkapta a Prima díjat Magyar Sajtó kategóriában.
Zenei ismeretterjesztő előadássorozatokat tart, amelyek közül a legnépszerűbbek: „Nagy zenészek, nagy szerelmek”, „Mendelssohnék karanténban”, „Forradalmi etűdök”.

## Általa vezetett egyéb kulturális programok, műsorok
- Virtuózok (az MTV tehetségkutató műsorsorozata)
- MüpArt Classic
- Kultikon
- Hétvégi belépő
- Varázsbolt (Bartók Rádió)
- Vihar és Holdfény – 33 variáció Beethoven életére (Bartók Rádió)
- Zenélő levelek (Bartók Rádió)

## Könyvei
- Nagy zenészek, nagy szerelmek. A zenetörténet hálószobatitkai; Libri, Budapest, 2023
- Muzikális bestiák. Rémes könyv a zenéről /; Libri, Budapest, 2024

## Karikatúra
- 2020-ban felbukkant a Napirajz című webképregény-sorozat „univerzumában” egy rádiós zenei szerkesztőként, komolyzenei hangversenyek közvetítőjeként dolgozó karakter, akinek, azon túl, hogy megjelenésében is hasonlított Bősze Ádámhoz, a neve is egy, az övéből képzett, majdnem hibátlan anagramma volt (Dáma Özséb), ráadásul a Bartók Rádióra emlékeztető nevet viselő Bőrtok Rádió hallgatóit tudósította a rajzolt színhely-város, Szecső kulturális eseményeiről. Bősze Ádám facebookos[5] és Instagramos reakciói[6] is azt mutatták, hogy nem pusztán azonosította magát a rajzolt karakterrel, de örömmel is fogadta az így szerzett extra népszerűséget.

## Díjai
- Prima díj (2018)